# بلافتون (مینه‌سوتا)
بلافتون، مینه‌سوتا (به انگلیسی: Bluffton, Minnesota) یک شهر در ایالات متحده آمریکا است که در مینه‌سوتا واقع شده‌است.

## خصوصیات
بلافتون ۷٫۲۳ کیلومترمربع مساحت و ۲۰۷ نفر جمعیت دارد و ۴۱۵ متر بالاتر از سطح دریا واقع شده‌است.